# Dropbox
Dropbox er en lagerapplikation og -service. Tjenesten blev lanceret i 2008 af den iransk-amerikanske IT-entreprenør Arash Ferdowsi, og den amerikanske IT-entreprenør Drew Houston. Tjensten giver brugerne mulighed for at gemme og synkronisere filer online og mellem computere.
Dropbox har en cross-platform klient (Android, iOS, Linux, Mac OS X og Windows), som giver brugerne mulighed for at "droppe" enhver fil i en Dropbox-mappe på computeren, der derefter synkroniseres til nettet og brugerens andre computere med Dropbox-klienten installeret.
Filer i Dropbox-mappen kan deles med andre eller tilgås fra nettet.
Dropbox tilbyder en gratis konto med 2 GB lagerplads. Det er muligt at opgradere til 2 TB, 3 TB, 5 TB eller ubegrænset lagerplads ved at betale et månedligt eller årligt gebyr, begyndende fra 9,99 €/måned (pr. 2020-05-01).
Ved at referere brugere til Dropbox er det muligt at få 1 GB gratis lagerplads pr. invitation, helt op til 32 GB ekstra. Personen der modtager invitationen vil også modtage 500 MB ekstra plads.
Dropbox' datacenter er geografisk placeret i USA.

## Kontroverser om privatliv og sikkerhed
Der har været flere sager med kritik af Dropbox i forbindelse med flere sikkerhedshændelser, herunder:
- En hændelse fra 2011 vedrørende adgangskontrol, hvor der i flere timer var fri adgang til konti uden brug af passwords.[3]
- Et tilfælde, ligeledes i 2011, hvor en sprogopdatering af privatlivspolitikken gav Dropbox ejerskab over brugernes data,[4] gav bekymringer over Dropbox-ansattes adgang til brugernes informationer.[5]
- I juli 2012 var der et tilfælde af email spam,[6] der blev gentaget i februar 2013.[7]
- Lækkede regeringsdokumenter i juni 2013 oplyste, at man overvejede at inkludere Dropbox i NSA's PRISM overvågningsprogram,[8][9] og i juli 2014 kritiserede NSA-whistlebloweren Edward Snowden Dropbox' kryptering.[10]
- En læk af 68 millioner brugerpasswords på internettet i august 2016.[11][12]
- Et tilfælde i januar 2017, hvor flere år gamle filer, der skulle være slettet, pludselig var gendannet.[13][14]